# Технологічний інкубатор

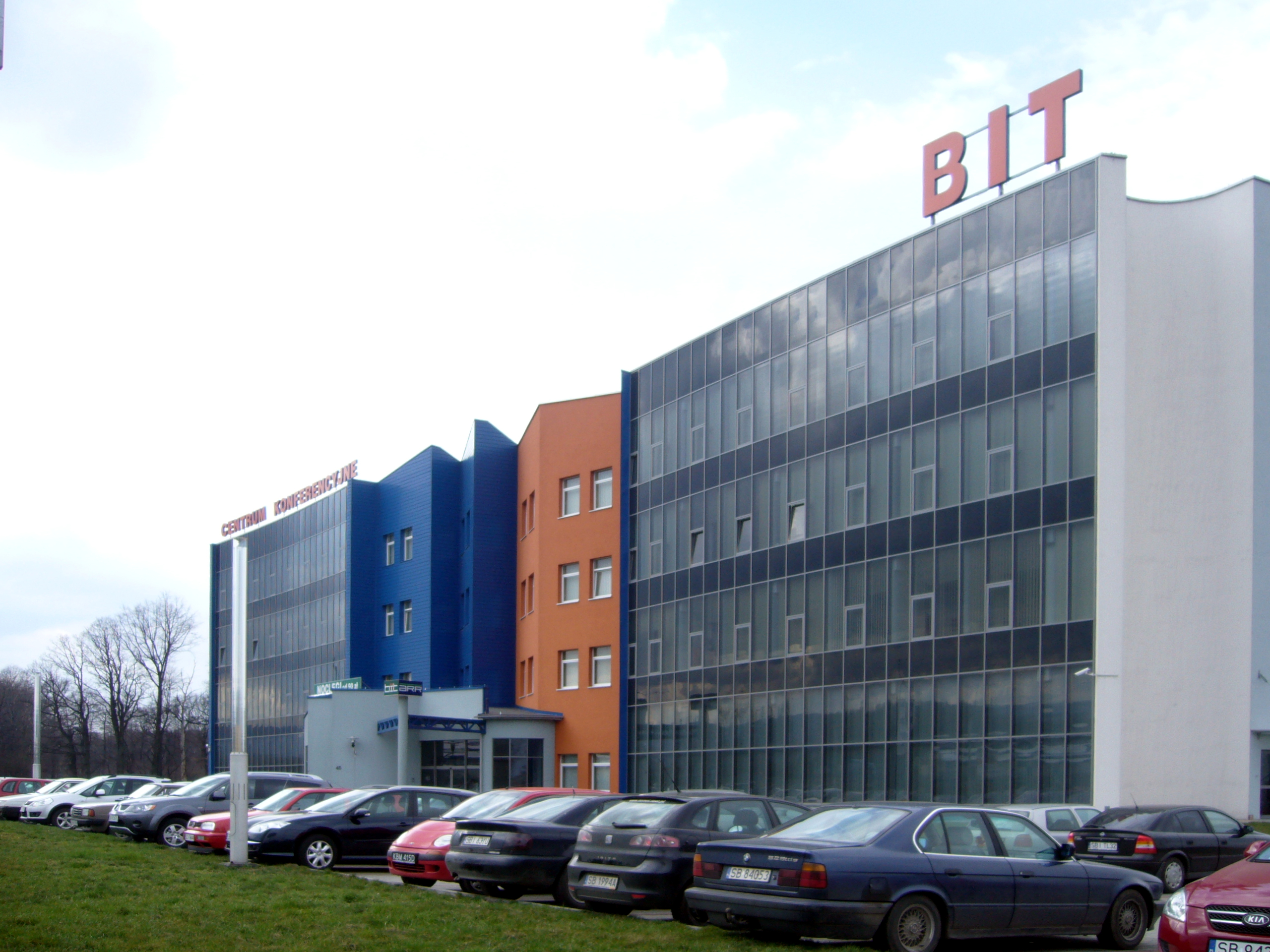
Технологічні інкубатори в Бельсько-Бялій

Технологічні інкубатори (англ. Technology incubator) сприяють розвитку компаній, що займаються розробкою таких технологій як програмне забезпечення, медичні технології, біотехнології, робототехніка і виготовлення контрольно-вимірювальних приладів. У центрі уваги технологічних інкубаторів можуть знаходитися науково-дослідні й проектно-конструкторські роботи, так само як і комерціалізація технологій.